# ام‌ام‌پی‌وی

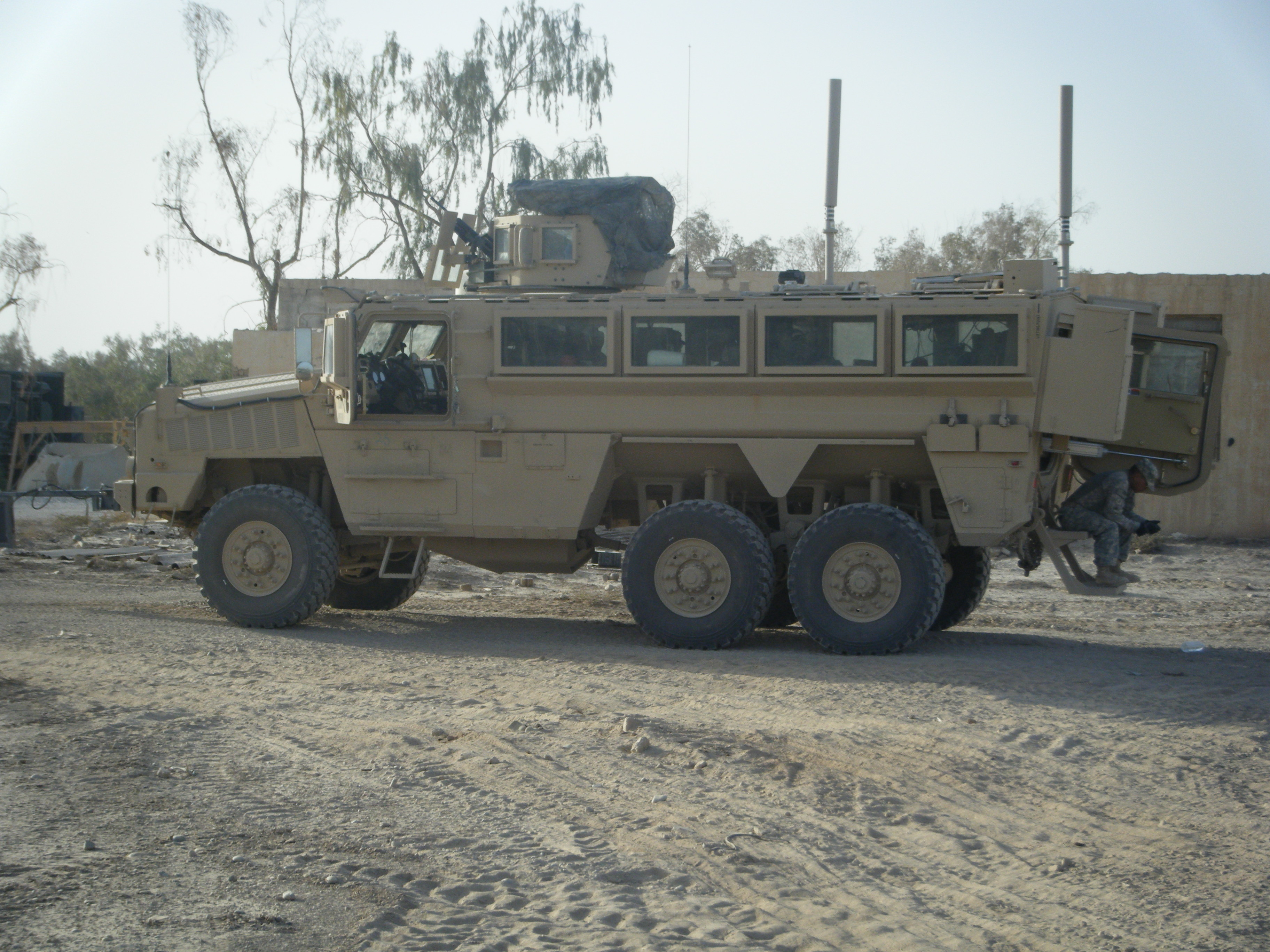
یک RG-33 MMPV در سال ۲۰۰۸

ام‌ام‌پی‌وی (انگلیسی: MMPV) مخفف عبارت «Medium Mine Protected Vehicle» به معنی وسایل نقلیه محافظت شده در برابر مین معمولی، یک کلاس از وسایل نقلیه زرهی است که توسط نیروی زمینی ایالات متحده آمریکا تولید می‌شود و مشابه برنامه امرپ است که توسط ارتش ایالات متحده و سپاه تفنگداران دریایی ایالات متحده آمریکا دنبال می‌شود.